# Pelves
Pelves és un municipi francès situat al departament del Pas de Calais i a la regió dels Alts de França. L'any 2007 tenia 718 habitants.

## Demografia

### Població
El 2007 la població de fet de Pelves era de 718 persones. Hi havia 276 famílies de les quals 56 eren unipersonals (24 homes vivint sols i 32 dones vivint soles), 88 parelles sense fills, 116 parelles amb fills i 16 famílies monoparentals amb fills.
La població ha evolucionat segons el següent gràfic:
Habitants censats

### Habitatges
El 2007 hi havia 290 habitatges, 279 eren l'habitatge principal de la família, 4 eren segones residències i 7 estaven desocupats. 287 eren cases i 3 eren apartaments. Dels 279 habitatges principals, 257 estaven ocupats pels seus propietaris, 18 estaven llogats i ocupats pels llogaters i 4 estaven cedits a títol gratuït; 2 tenien dues cambres, 17 en tenien tres, 56 en tenien quatre i 204 en tenien cinc o més. 232 habitatges disposaven pel capbaix d'una plaça de pàrquing. A 113 habitatges hi havia un automòbil i a 140 n'hi havia dos o més.

### Piràmide de població
La piràmide de població per edats i sexe el 2009 era:
| Homes | Edats   | Dones |
| ----- | ------- | ----- |
| 0     | 95 o +  | 0     |
| 0     | 90 a 94 | 0     |
| 0     | 85 a 89 | 4     |
| 0     | 80 a 84 | 0     |
| 12    | 75 a 79 | 12    |
| 12    | 70 a 74 | 16    |
| 4     | 65 a 69 | 12    |
| 12    | 60 a 64 | 4     |
| 24    | 55 a 59 | 8     |
| 44    | 50 a 54 | 40    |
| 28    | 45 a 49 | 40    |
| 20    | 40 a 44 | 44    |
| 28    | 35 a 39 | 24    |
| 12    | 30 a 34 | 12    |
| 32    | 25 a 29 | 24    |
| 32    | 20 a 24 | 36    |
| 32    | 15 a 19 | 16    |
| 32    | 10 a 14 | 36    |
| 20    | 5 a 9   | 8     |
| 16    | 0 a 4   | 20    |

## Economia
El 2007 la població en edat de treballar era de 488 persones, 350 eren actives i 138 eren inactives. De les 350 persones actives 314 estaven ocupades (173 homes i 141 dones) i 36 estaven aturades (17 homes i 19 dones). De les 138 persones inactives 69 estaven jubilades, 30 estaven estudiant i 39 estaven classificades com a «altres inactius».

### Ingressos
El 2009 a Pelves hi havia 274 unitats fiscals que integraven 714 persones, la mediana anual d'ingressos fiscals per persona era de 18.879 €.

### Activitats econòmiques
Dels 8 establiments que hi havia el 2007, 1 era d'una empresa de fabricació de material elèctric, 2 d'empreses de construcció, 2 d'empreses de comerç i reparació d'automòbils, 1 d'una empresa d'hostatgeria i restauració i 2 d'entitats de l'administració pública.
Dels 3 establiments de servei als particulars que hi havia el 2009, 1 era un electricista, 1 empresa de construcció i 1 restaurant.
Dels 2 establiments comercials que hi havia el 2009, 1 era una botiga de roba i 1 una botiga de material de revestiment de parets i terra.
L'any 2000 a Pelves hi havia 11 explotacions agrícoles que ocupaven un total de 464 hectàrees.

## Equipaments sanitaris i escolars
El 2009 hi havia una escola elemental.

## Poblacions més properes
El següent diagrama mostra les poblacions més properes.